# Steven Chu
Steven Chu (Saint Louis, EUA, 1948) és un físic i professor universitari estatunidenc guardonat amb el Premi Nobel de Física el 1997 pel seu treball en el refredament d'àtoms utilitzant el làser.
Chu va exercir com a secretari d'Energia dels Estats Units sota l'administració del president Barack Obama del 2009 al 2013. En el moment del seu nomenament com a secretari d'Energia, Chu era professor de física i biologia molecular i cel·lular a la Universitat de Califòrnia, Berkeley, i el director del Laboratori Nacional Lawrence Berkeley, on la seva investigació es va preocupar principalment de l'estudi dels sistemes biològics a nivell de molècula única. Chu va dimitir com a secretari d'Energia el 22 d'abril de 2013. Va tornar a Stanford com a professor de física i professor de fisiologia molecular i cel·lular.
Chu és un defensor vocal de més investigació sobre les energies renovables i l'energia nuclear, argumentant que un canvi dels combustibles fòssils és essencial per combatre el canvi climàtic. Ha concebut una "economia de la glucosa" global, una forma d'economia baixa en carboni, en la qual la glucosa de les plantes tropicals s'envia com el petroli avui. El 22 de febrer de 2019, Chu va començar un mandat d'un any com a president de l'Associació Americana per a l'Avenç de la Ciència.

## Biografia
Chu va néixer el 28 de febrer de 1948 a St. Louis, Missouri, amb ascendència xinesa de Liuhe, Taicang, Xina, Va anar a Garden City High School a Garden City, Nova York. Va rebre tant una llicenciatura en matemàtiques com una llicenciatura en física el 1970 a la Universitat de Rochester, i va obtenir el seu doctorat. en física per la Universitat de Califòrnia, Berkeley, amb Eugene D. Commins, el 1976, durant el qual va rebre el suport d'una beca de recerca de postgrau de la National Science Foundation.
Chu prové d'una família de professionals i estudiosos de coll blanc altament educats. El seu pare, Ju-Chin Chu, es va doctorar en enginyeria química al MIT i va ensenyar a la Universitat de Washington a St. Louis i a l'Institut Politècnic de Brooklyn, i la seva mare va estudiar economia al MIT. El seu avi matern, Shu-tian Li, era un enginyer hidràulic que va obtenir un doctorat. de la Universitat de Cornell i va ser professor i president de la Universitat de Tianjin. L'oncle de la seva mare, Li Shu-hua, un biofísic, va anar a la Universitat de París abans de tornar a la Xina.
El germà gran de Chu, Gilbert Chu, és professor de bioquímica i medicina a la Universitat Stanford. El seu germà petit, Morgan Chu, és un advocat de patents que és l'antic soci codirector del despatx Irell &amp; Manella. Segons Chu, els seus dos germans i quatre cosins tenen quatre doctorats, tres doctors i un doctorat entre ells.

## Recerca científica

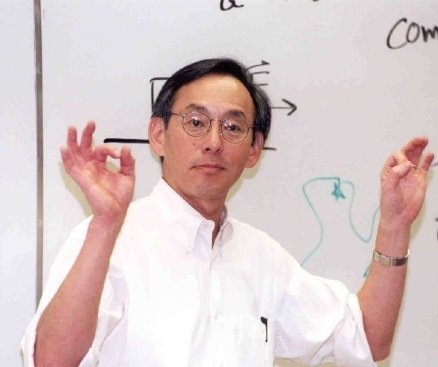
Chu fent conferències

Després d'obtenir el seu doctorat, va romandre a Berkeley com a investigador postdoctoral durant dos anys abans d'entrar a treballar als laboratoris Bell de Nova Jersey el 1978, on es va convertir en director del departament d'investigació d'electrònica quàntica l'any 1983.
Va deixar els Bell Labs i es va convertir en professor de física a la Universitat Stanford el 1987, servint com a president del seu Departament de Física de 1990 a 1993 i de 1999 a 2001. A Stanford, Chu i tres persones més van iniciar el programa Bio-X, que se centra en la investigació interdisciplinària en biologia i medicina, i van tenir un paper clau per assegurar el finançament de l'Institut Kavli d'Astrofísica i Cosmologia de Partícules. L'agost de 2004, Chu va ser nomenat director del Laboratori Nacional Lawrence Berkeley, un Laboratori Nacional del Departament d'Energia dels EUA, i es va incorporar al Departament de Física i al Departament de Biologia Molecular i Cel·lular de la UC Berkeley. Sota el lideratge de Chu, el Laboratori Nacional Lawrence Berkeley va ser un centre d'investigació sobre biocombustibles i energia solar. Va liderar el projecte Helios del laboratori, una iniciativa per desenvolupar mètodes per aprofitar l'energia solar com a font d'energia renovable per al transport.
Les primeres investigacions de Chu es van centrar en la física atòmica mitjançant el desenvolupament de tècniques de refredament làser i la captura magneto-òptica d'àtoms mitjançant làsers. Ell i els seus companys de treball de Bell Labs van desenvolupar una manera de refredar els àtoms utilitzant sis raigs làser oposats en parells i disposats en tres direccions en angle recte entre si. Atrapar àtoms amb aquest mètode permet als científics estudiar àtoms individuals amb gran precisió. A més, la tècnica es pot utilitzar per construir un rellotge atòmic amb gran precisió.
A Stanford, els interessos de recerca de Chu es van expandir cap a la física biològica i la física dels polímers a nivell d'una sola molècula. Va estudiar l'activitat enzimàtica i el plegament de proteïnes i ARN utilitzant tècniques com la transferència d'energia per ressonància de fluorescència, microscòpia de força atòmica i pinces òptiques. La seva investigació en física de polímers va utilitzar molècules individuals d'ADN per estudiar la dinàmica dels polímers i les seves transicions de fase. També va continuar investigant la física atòmica i va desenvolupar nous mètodes de refrigeració i atrapament làser. El 2022 era el president del Comitè Científic de l' ESPCI París.
L'any 1985, Chu i el seu equip de recerca van emprar una matriu de feixos làser entrecreuats per a crear un efecte que causava una reducció de la velocitat dels àtoms des de 4.000 quilòmetres per hora a prop d'un km/h, un fet descrit com si els àtoms es desplacessin per una densa melassa, i en el qual la temperatura dels àtoms frenats s'aproximava al zero absolut. L'equip també va desenvolupar un parany atòmic usant làsers i bobines magnètiques que els va permetre capturar i estudiar els àtoms refredats.
Els físics William Daniel Phillips i Claude Cohen-Tannoudji van continuar el treball de Chu, enginyant mètodes per a usar làsers per a atrapar àtoms a temperatures encara més properes al zero absolut. Aquestes tècniques permeten als científics millorar la precisió dels rellotges atòmics utilitzats en la navegació espacial, construir interferòmetres atòmics que poden mesurar amb precisió les forces gravitatòries, i dissenyar làsers atòmics que poden emprar-se per a manipular circuits electrònics amb extremada precisió.
L'any 1997, els tres científics foren guardonats amb el Premi Nobel de Física pels seus treballs pioners en el refredament d'àtoms utilitzant el làser.

## Honors i premis
Steven Chu va ser guardonat amb el Premi Nobel de Física l'any 1997 pel desenvolupament de mètodes per refredar i atrapar àtoms amb llum làser, juntament amb Claude Cohen-Tannoudji i William Daniel Phillips.
És membre de l'Acadèmia Nacional de Ciències dels EUA, de l'Acadèmia Americana de les Arts i les Ciències, de l'American Philosophical Society, de l'Acadèmia Pontifícia de les Ciències i de l'Acadèmia Sínica de Taiwan, i és membre estranger de l'Acadèmia Xinesa de Ciències i de l'Acadèmia Coreana de Ciència i Enginyeria. També va ser guardonat amb el Premi Humboldt de la Fundació Alexander von Humboldt el 1995. El 1998, Chu va rebre el premi Golden Plate de l'American Academy of Achievement.

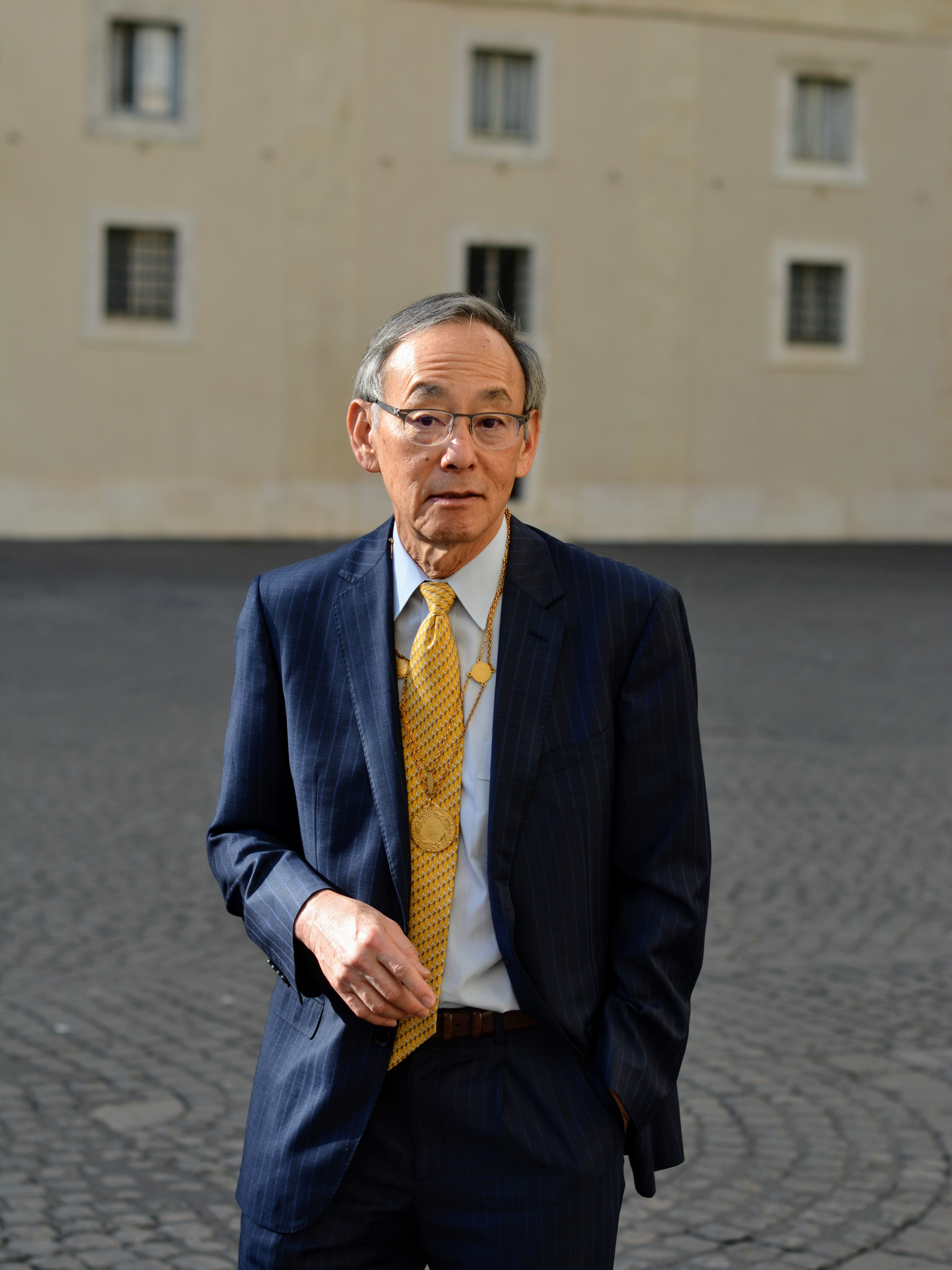
Chu amb la seva medalla com a Acadèmic Pontifici, 2018

Chu va rebre un doctorat honoris causa de la Universitat de Boston quan va ser el ponent principal als exercicis de graduació de 2007. És membre sènior del Design Futures Council. La revista Diablo li va atorgar un Eco Award en el seu número d'abril de 2009, poc després que fos nominat com a Secretari d'Energia.
La Universitat de Washington a St. Louis i la Universitat Harvard li van concedir doctorats honoris causa durant els seus exercicis de graduació de 2010 i 2009, respectivament. Va ser guardonat amb un títol honoris causa de la Universitat Yale durant la seva inauguració el 2010. També va rebre un títol honoris causa de l'Institut Politècnic de la Universitat de Nova York, la mateixa institució a la qual el seu pare va ensenyar durant uns quants anys, durant el seu inici el 2011. La Universitat Estatal de Penn li va concedir un doctorat honoris causa durant els seus exercicis de graduació de 2012. El 2014, Chu va ser guardonat amb un doctorat honoris causa del Williams College, durant el qual va oferir una xerrada moderada pel professor del Williams College Protik Majumder. Va ser guardonat amb un doctorat honoris causa del Dartmouth College durant la seva inauguració el 2015. Chu també va rebre un doctorat honoris causa de l'Amherst College el 2017, on més tard va donar una conferència titulada "Canvi climàtic i solucions tècniques necessàries per a un futur sostenible" el març de 2018.
Chu va ser elegit membre internacional de la Royal Academy of Engineering UK el 2011 i membre estranger de la Royal Society (ForMemRS) el 2014. La seva nominació diu:
| « | El desenvolupament de mètodes de Steven Chu per refredar i atrapar àtoms per làser va ser reconegut pel premi Nobel de Física l'any 1997. També va ser pioner en el desenvolupament de l'interferometria d'àtoms per a la mesura de precisió, i va introduir mètodes per visualitzar i manipular molècules individuals òptiques simultàniament amb molècules individuals. Al llarg de la seva carrera, ha buscat noves solucions als reptes energètics i climàtics. Des del gener de 2009 fins a l'abril de 2013, va ser el 12è secretari d'Energia dels Estats Units sota el president Barack Obama i va iniciar les reunions de l'Agència de Projectes de Recerca Avançada - Energia, els Centres d'Innovació Energètica i les reunions de la Clean Energy Ministerial | » |

## Secretari d'Energia dels EUA

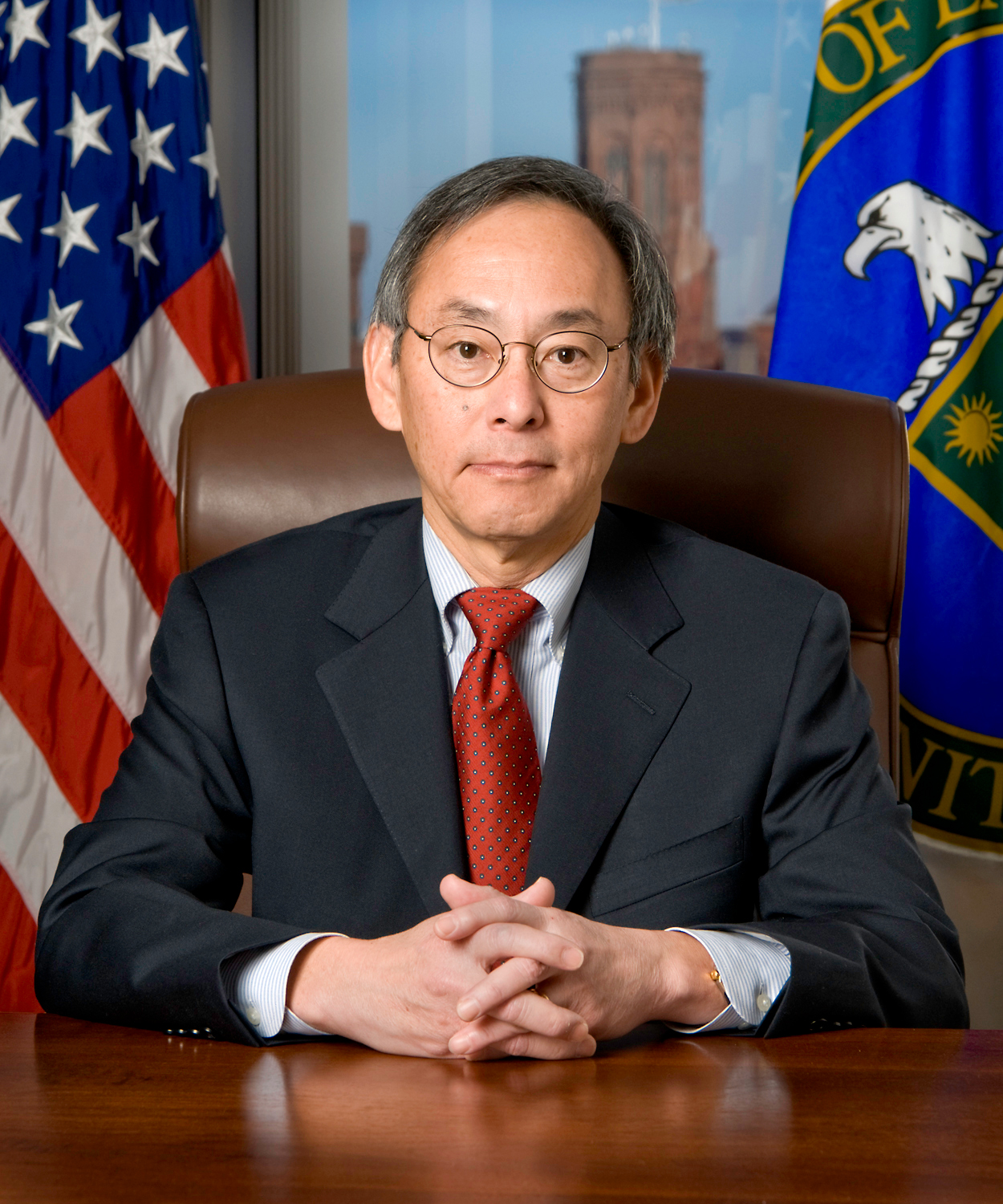
Retrat oficial de Chu com a secretari d'Energia dels Estats Units, 21 de gener de 2009

La nominació de Chu per ser secretari d'Energia va ser confirmada per unanimitat pel Senat dels EUA el 20 de gener de 2009. El 21 de gener de 2009, Chu va jurar com a secretari d'Energia de l'administració de Barack Obama. Chu és la primera persona nomenada al gabinet dels EUA després d'haver guanyat un Premi Nobel. També és el segon xinès estatunidenc que és membre del gabinet dels EUA, després de l'antic secretari de Comerç Gary Locke.
El febrer de 2009, Chu va visitar la Xina, on ell i el ministre de Ciència i Tecnologia de la Xina, Wan Gang, van anunciar el Centre d'Investigació d'Energia Neta (CERC) entre els Estats Units i la Xina.

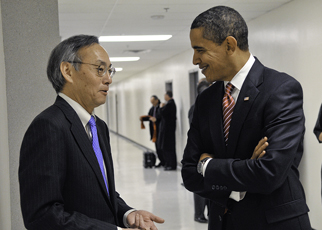
Reunió de Chu amb Obama, 5 de febrer de 2009

El treball científic de Chu va continuar, però, i fins i tot va publicar un article sobre el desplaçament cap al vermell gravitacional a Nature el febrer de 2010 i un altre del qual va ser coautor el juliol de 2010.
El març de 2011 Chu va dir que els reguladors de la Comissió Reguladora Nuclear dels EUA no haurien de retardar l'aprovació de les llicències de construcció de les centrals nuclears planejades dels EUA arran de l'Accident nuclear de Fukushima I al Japó.
L'agost de 2011 Chu va elogiar un informe del grup assessor sobre la frenada dels riscos ambientals del desenvolupament del gas natural. Chu va respondre a l'informe del panell sobre la fracturació hidràulica, el controvertit mètode de perforació que està habilitant un auge de gas als Estats Units alhora que genera temors de contaminació de les aigües subterrànies. L'informe va demanar una millor recollida de dades de l'aire i l'aigua, així com estàndards "rigorosos" de contaminació de l'aire i la divulgació obligatòria dels productes químics utilitzats en el procés de fracturació hidràulica. Chu va dir que «treballaria estretament amb els meus col·legues de l'Administració per revisar les recomanacions i traçar un camí per al desenvolupament continuat d'aquest recurs energètic vital d'una manera segura».
Chu es va enfrontar a la polèmica per una declaració que va fer abans de ser nomenat, afirmant en una entrevista de setembre de 2008 al Wall Street Journal que «d'alguna manera hem d'esbrinar com augmentar el preu de la gasolina fins als nivells d'Europa». No obstant això, el març de 2012 es va retractar d'aquest comentari, dient que «des que vaig entrar com a secretari d'Energia, he fet tot el que estava al meu poder per fer el possible per... reduir aquests preus» i que «ja no comparteix el veure [que hem d'esbrinar com augmentar els preus de la gasolina a Amèrica]».
El 12 de febrer de 2013, Chu va ser el supervivent designat durant el discurs de l'estat de la Unió.
L'1 de febrer de 2013, Chu va anunciar la seva intenció de dimitir. En el seu anunci de dimissió, va advertir dels riscos del canvi climàtic a causa de la dependència continuada dels combustibles fòssils i va escriure: «L'edat de pedra no va acabar perquè ens vam quedar sense pedres; vam passar a millors solucions». Va dimitir el 22 d'abril de 2013.

## Energia i canvi climàtic

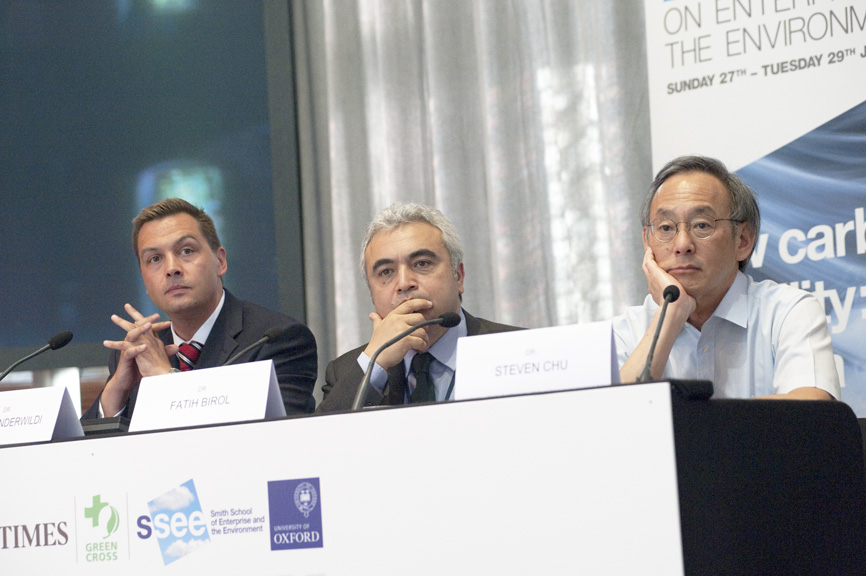
Chu (dreta) amb el director executiu de l'IEA Fatih Birol (centre) i Oliver Inderwildi (esquerra) a la Oxford Union, 2010

Chu ha estat un defensor vocal de més investigació sobre les energies renovables i l'energia nuclear, argumentant que un canvi dels combustibles fòssils és essencial per combatre el canvi climàtic i l'escalfament global. També va parlar al National Science Bowl de 2009 i 2011 sobre la importància dels estudiants de ciències dels Estats Units, posant èmfasi en el seu paper futur en la planificació ambiental i la iniciativa global. Chu va dir que una central elèctrica de carbó típica emet 100 vegades més radiació que una central nuclear.
Chu ha advertit que l'escalfament global podria acabar amb les granges de Califòrnia d'aquí a un segle.
Chu es va unir al Consell del Clima de Copenhaguen, una col·laboració internacional entre empreses i ciència establerta per donar impuls a la Conferència de l'ONU sobre el Canvi Climàtic 2009 a Copenhaguen, Dinamarca.
El 2015, Chu va signar la Declaració de Mainau 2015 sobre el canvi climàtic l'últim dia de la 65a Reunió del Premi Nobel de Lindau. La declaració va ser signada per un total de 76 premis Nobel i lliurada a l'aleshores president de la República Francesa, François Hollande, com a part de l'èxit de la cimera sobre el clima de la COP21 a París.
Chu va ser fonamental per presentar una oferta guanyadora per a l'Energy Biosciences Institute, una col·laboració multidisciplinària de 500 milions de dòlars finançada per BP entre la UC Berkeley, el Lawrence Berkeley Lab i la Universitat d'Illinois. Això va provocar controvèrsia al campus de Berkeley, on alguns temen que l'aliança pugui danyar la reputació de l'escola per la integritat acadèmica.
Basant-se parcialment en la seva investigació a la UC Berkeley, Chu ha especulat que una "economia de la glucosa" global, una forma d'economia baixa en carboni, podria substituir el sistema actual. En el futur, es cultivarien varietats especials de plantes d'alt contingut en glucosa als tròpics, es processarien i després el producte químic s'enviaria com el petroli a altres països. The St. Petersburg Times ha afirmat que el concepte de Chu "mostra visió a l'escala necessària per fer front a l'escalfament global".
Chu també ha defensat que els sostres dels edificis i la part superior de les carreteres d'arreu del món siguin blancs o altres colors clars, que poden reflectir la llum solar a l'espai i mitigar l'escalfament global. L'efecte seria, segons Chu, similar a treure tots els cotxes del món fora de les carreteres durant uns 11 anys. Samuel Thernstrom, membre resident de l'American Enterprise Institute i codirector del seu projecte de geoenginyeria, va expressar el seu suport a la idea a The American, elogiant Chu per "fer [fer] un servei a la nació" amb el concepte. Chu forma part del consell d'administració de Xyleco, una empresa que desenvolupa energies alternatives.

## Vida personal
El 1997 es va casar amb Jean Fetter, una física britànico-estatunidenca formada a la Universitat d'Oxford. Té dos fills, Geoffrey i Michael, d'un matrimoni anterior amb Lisa Chu-Thielbar.
En Chu està interessat en esports com el beisbol, la natació i el ciclisme. Va aprendre ell mateix a jugar a tennis —llegint un llibre— a vuitè de primària. També va aprendre ell mateix a saltar amb perxa amb pals de bambú obtinguts a la botiga de catifes local. Chu va dir que mai va aprendre a parlar xinès perquè els seus pares sempre parlaven amb els seus fills en anglès.

## En la cultura popular
L'article de la Viquipèdia de Chu ha aparegut al webcomic xkcd. També s'ha satiritzat com un secretari d'Energia sense sentit en un gag de la temporada 11 del programa de comèdia animada estatunidenc Family Guy.